# 法国工人共产党
法国工人共产党（法語：Parti communiste des ouvriers de France，缩写为PCOF）是法国的一个共产主义政党。该党成立于1979年。该党的意识形态是共产主义、马克思列宁主义、霍查主义、反修正主义。该党的政治立场是极左翼。该党的总部位于巴黎。该党出版月刊《锻造》。该党是马列主义政党和组织国际会议 (团结和斗争)的成员。该党曾于2011年10月—2016年3月参加左翼阵线。